# تأثير تناقضي
التأثير التناقضي أو التفاعل التناقضي هو تأثير معاكس للتأثير المتوقع لمادة كيميائية ما (عقار دوائي بشكل نموذجي)، يعتبر الإحساس بالألم عند تناول المسكنات مثالًا عن التأثير التناقضي لدواء.

## مواد

### الأمفيتامين
الأمفيتامين هو منبه نفسي ذو تأثير منشط، قد يحدث النعاس كتأثير تناقضي عند تناول الأمفيتامين.

### الصادات الحيوية
يشير التأثير التناقضي أو تأثير إيغل (نسبةً إلى مكتشفه إيغل) إلى الزيادة في عدد الكائنات الدقيقة الباقية على قيد الحياة أثناء دراسة تأثير مضاد جرثومي، ينخفض في البداية عدد الجراثيم عند إضافة مضاد حيوي إلى بيئة الزرع. ولكن عند زيادة التركيز فوق عتبة معينة، يزداد عدد الجراثيم الباقية على قيد الحياة بشكل تناقضي. 

### مضادات الاكتئاب
يمكن أن يؤدي تناول مضادات الاكتئاب في حالات نادرة إلى سلوك عدواني وسواسي، أو تطور دوافع انتحارية قسرية، وهو تأثير مناقض لتأثيرها المرغوب.

### مضادات الذهان
الكلوربرومازين هو دواء مضاد للذهان والإقياء، يصنف كمهدئ أعصاب رئيسي، يمكن أن يسبب الكلوبرومازين تأثيرات تناقضية كالهياج، والإثارة، والأرق، والأحلام الغريبة، وتفاقم الأعراض الذهانية، والهذيان الانسمامي مثلًا.

### الباربيتورات
يمكن أن يسبب الفينوباربيتال فرط نشاط عند الأطفال. قد يحدث ذلك بعد جرعة صغيرة تعادل 20 ملغ من الفينوباربيتال، في حال عدم تعاطيه في الأيام السابقة. يشترط لتأكيد هذه الاستجابة الشعور المستمر بالتوتر، لم تعرف حتى الآن آلية حدوث هذه الاستجابة.

### البنزوديازيبينات
تندرج البنزوديازيبينات تحت تصنيف الأدوية النفسية المهدئة (مهدئات الأعصاب الثانوية)، لها خصائص مختلفة منومة، ومهدئة، ومزيلة للقلق، ومضادة للاختلاج، وتساعد على استرخاء العضلات، لكنها قد تخلق تأثيرات معاكسة تمامًا. يمكن أن تتطور لدى الأشخاص ذوي الاستعداد للإصابة بالتأثير التناقضي للبنزوديازيبينات أعراض القلق، والعدوانية، والهياج، والتشوش الذهني، وفقدان السيطرة على الانفعالات، والثرثرة الكلامية، والسلوك العنيف، والاختلاجات. يمكن أن تؤدي الأثار التناقضية للبنزوديازيبينات إلى سلوك إجرامي. 
سُجلت بعض الحالات التي حدث فيها تغييرات سلوكية شديدة ناتجة عن البنزوديازيبينات، كالهوس، والفصام، والغضب، والسلوك الاندفاعي، والهوس الخفيف.